# 리슐리외강

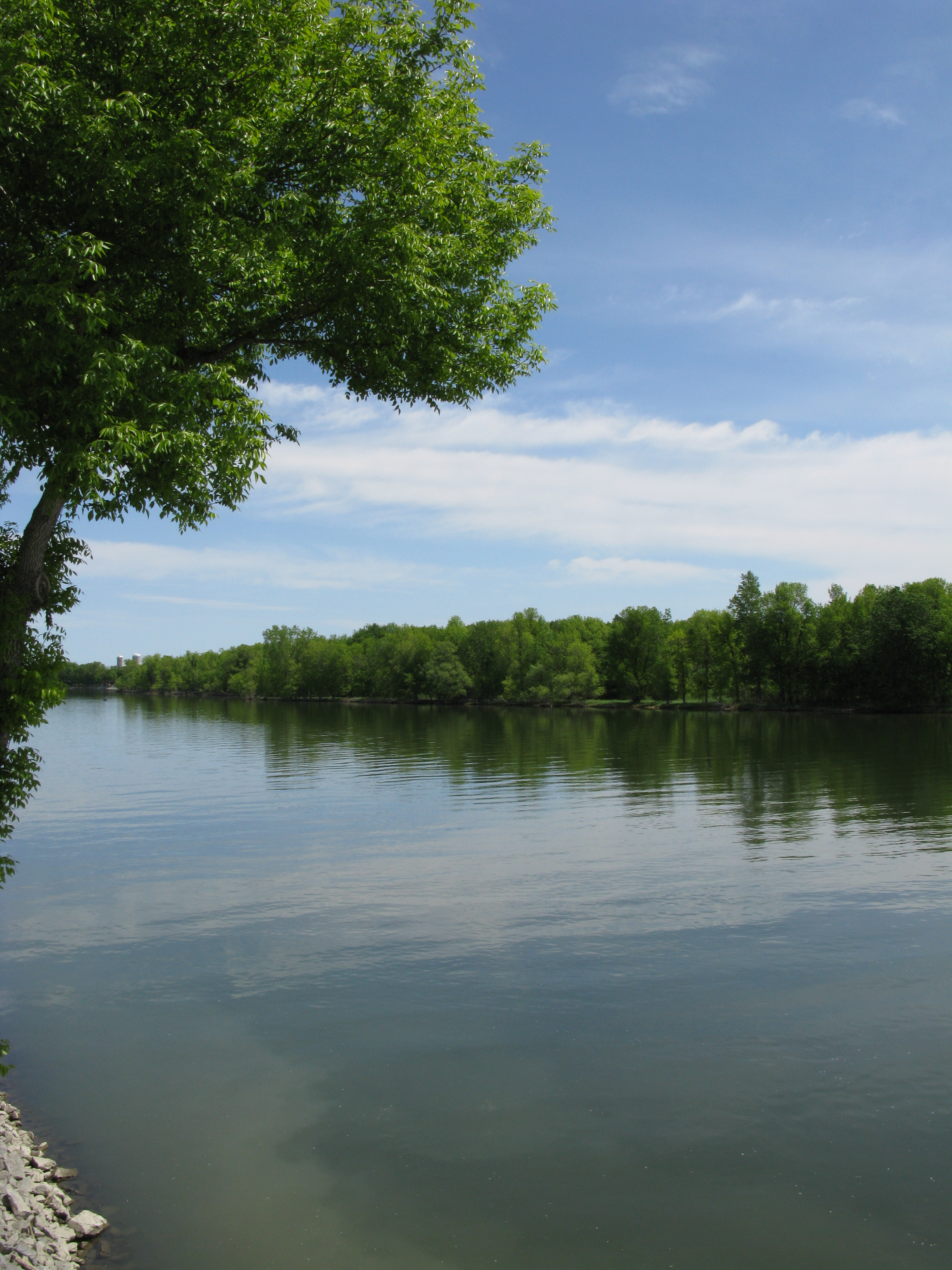
리슐리외강

리슐리외강(Richelieu River, 프랑스어: [ʁiʃ(ə)ljø] ( 듣기))은 캐나다 퀘벡주의 강이자 세인트로렌스강의 주요 지류이다. 섐플레인호에서 발원하여 퀘벡을 거쳐 북쪽으로 흘러 세인트로렌스 강으로 흘러 들어간다. 이전에는 프랑스인들에게 이로쿼이강(Iroquois River)과 챔블리강(Chambly River)으로 알려졌으며, 루이 13세 치하의 강력한 장관이었던 아르망 장 뒤 플레시 드 리슐리외 추기경의 이름을 따서 명명되었다.
이 강은 처음에는 원주민이 무역을 하고 그 다음에는 캐나다와 미국 간의 국경 간 무역을 위한 긴 주요 해상 운송 경로였다. 19세기에 섐플레인호 남쪽에 섐플레인 운하(1823)가 건설되고 북쪽에 챔블리 운하(1843)가 건설되면서 리슐리외 강은 세인트로렌스강에서 섐플레인호, 운하 및 허드슨 강. 19세기 중반 철도 운송의 건설은 더 큰 화물 용량과 더 빠른 서비스 덕분에 이러한 강/운하 노선과 경쟁했고 궁극적으로 성공했다.
누벨프랑스와 뉴잉글랜드 사이의 강의 전략적 위치로 인해 여러 군사 요새가 강변에 세워졌다. 이곳은 여러 군사 여행을 위한 주요 통로 역할을 했으며 17세기 말과 19세기 초 사이에 처음으로 프랑스인과 이로쿼이족 사이에 여러 차례 전투가 벌어진 현장이었다. 그 다음에는 누벨프랑스 정권 기간 동안 프랑스와 영국 사이에 있었다. 그리고 마지막으로 1760년 이후에는 영국인과 미국 반군 사이에 있었다.